# Caso Gradiente vs. Apple
O Caso Gradiente vs. Apple é um imbróglio judicial no Brasil sobre os direitos do uso da palavra IPhone em produtos comercializados no país. Em 2000, sete anos antes de a Apple lançar o seu famoso smartphone, a Gradiente abriu um pedido de registro no INPI do nome "G Gradiente Iphone" (com o I maiúsculo).
Apesar de a Apple ter lançado o seu iPhone em 2007, só em 2013 ela pediu à Justiça brasileira a nulidade parcial do registro da Gradiente, alegando que o uso da palavra iPhone poderia confundir os consumidores brasileiros (a Apple afirma usar a marca “iPhone” para se referir a celulares desde 1998, mesmo que ainda não houvesse sido lançado o primeiro modelo do iPhone em si). Ela também ressalta que a Gradiente já registrou diversos termos genéricos como “DVD” e “3G” como marcas suas. A Gradiente, por sua vez, alega que obteve primeiro o registro no INPI. Assim, desde 2012, ambas empresas comercializam no Brasil smartphones que utilizam a palavra iPhone. Após alguns revezes em instâncias inferiores, a Gradiente ingressou com o processo no Supremo Tribunal Federal (STF), que começou julgar o mérito do caso em junho de 2023. Até outubro de 2023, o caso estava sendo julgado no plenário virtual do STF, quando, após pedido do ministro Dias Toffoli, o STF passou a julgá-lo no plenário físico.

## Histórico
Em 29 de março de 2000, a Gradiente Eletrônica (atualmente IGB Eletrônica), abriu um processo de direitos autorais sobre o nome iPhone, que foi registrado sob o número 822.112.175 na classe internacional 09. O Gradiente iphone, um aparelho celular com acesso à internet, foi apresentado ao mercado nacional na Telexpo daquele ano, conforme noticiado pelo jornal O Estado de São Paulo em 3 de abril de 2000.
A Gradiente Eletrônica veria, porém, o seu pedido de direitos do uso da palavra iPhone se arrastar por mais alguns anos pois no dia 14 de março de 2000, ou seja, 2 semanas antes de a Gradiente Eletrônica abrir o pedido junto ao Instituto Nacional de Propriedade Industrial (INPI), a TCE Indústria Eletrônica da Amazônia já havia aberto uma solicitação junto ao INPI para uso da marca iPhone no Brasil. Com isso, o pedido da Gradiente foi arquivado, e a Gradiente não pôde comercializar o seu iPhone com este nome.
Em 2006, o pedido da Gradiente foi desarquivado e voltou a ficar em análise, uma vez que a autorização do INPI para a TCE caducou, já que esta não havia lançado nenhum produto no mercado com este nome nos últimos 5 anos.

### Tentativa de registro do nome pela Apple junto ao INPI
No ano de 2007, a Apple tentou fazer o registro da marca no Brasil, mas como havia um pedido similar, o pedido foi suspenso temporariamente, até que o pedido da Gradiente fosse concluído. Em 2008, a Gradiente teve o seu pedido junto ao INPI deferido, ganhando no Brasil os direitos do uso da palavra IPhone relacionadas a aparelhos de celular. Tal direito foi publicado na Revista da Propriedade Industrial (RPI) do INPI, edições 1925 e 1930. Com isso, em 13 de fevereiro daquele ano o INPI negou o registro de 4 dos 11 pedidos por parte da Apple relacionadas a palavra iPhone no Brasil. Com isso, a Apple perdeu o direito de usar a marca iPhone no país "pelo menos quando usada em relação a celulares".

### Primeira investida da Apple na Justiça
A Apple então ingressou na Justiça e conseguiu anular parcialmente o registro da marca do IPhone da Gradiente. O juízo de 1º grau da 25ª Vara Federal do Rio de Janeiro entendeu que o INPI, no momento da concessão da marca, deveria ter considerado a situação mercadológica do termo "iPhone". Nesse sentido, o juízo singular condenou o Instituto a anular a decisão concessória de registro e republicá-la no Órgão Oficial.

### Nova solicitação da Apple junto ao INPI
No início de 2013, a Apple ingressou no INPI solicitando a caducidade do registro da marca pela Gradiente, sob o argumento de que a empresa brasileira não teria comercializado o produto, no período de cinco anos, a partir da concessão da marca em janeiro de 2008. Em dezembro de 2012, porém, a Gradiente havia lançado uma nova versão do seu Gradiente iphone, intitulado Neo One e com configurações modestas.
Como a Gradiente foi noticiada pelo INPI sobre o recurso da Apple, ela afirmou que desde que obteve os direitos do uso do nome ainda não havia utilizado a marca "Iphone" porque estava focada em reestruturar a empresa e retornar às atividades. Com isso, em 13 de fevereiro de 2013, o INPI oficializou, novamente, a decisão de negar à americana Apple o pedido de registro da marca iPhone no país.

### Segunda investida da Apple na Justiça
Em 19 de setembro de 2013, o juiz Eduardo André Brandão de Brito Fernandes do TRF da 2ª Região decidiu que "tanto a Apple quanto a Gradiente, cada um à sua forma, poderão utilizar o nome iPhone no Brasil". Na prática, isso significa uma derrota para a Gradiente, que já passou quase um ano investindo nesta briga com a Apple. Com a decisão do juiz, a Gradiente não poderia utilizar somente o nome iPhone, mas sim sempre usar a marca "Gradiente iphone" ao comunicar o seu produto. Como resultado disso, o juiz ordenou que o INPI cancelasse o registro já concedido à Gradiente e republicasse-o, deixando assim clara a situação e as novas regras.

### Gradiente lança nova versão de seu Iphone
Em outubro de 2013, a Gradiente fez valer novamente o deferimento de seu pedido junto ao INPI, e lançou no mercado o que, até agora, foi a última versão de seu Gradiente iphone: o C600.

### Decisão favorável à Apple em 2ª Instância
Em junho de 2014, a Apple conquistou, em segunda instância, o direito de uso da marca no Brasil. A decisão judicial determinou que o registro da Gradiente não possui exclusividade sobre a marca. Com a decisão, a Apple pôde continuar usar livremente a marca sem pagar royalties à empresa brasileira.

### Decisão da 4ª Turma do STJ
Em 2018, a 4ª Turma do STJ decidiu que Gradiente não tem exclusividade sobre a marca Iphone. O relator do processo, ministro Luís Felipe Salomão, afirmou que o direito de uso exclusivo da marca não é absoluto.

### Centro de Conciliação e Mediação do STF
Em dezembro de 2020, o caso chegou a ser encaminhado ao Centro de Conciliação e Mediação do STF, mas o procedimento terminou no ano seguinte sem acordo entre as partes.

### Processo aceito no STF
Em 2021, o STF tentou resolver o caso por meio de uma mediação extrajudicial, mas sem acordo.
Em 15 de julho de 2022, a PGR, por meio de seu procurador-geral da República, Augusto Aras, opinou favoravelmente à utilização da marca iPhone pela empresa estadunidense.
Ainda em 2022, o STF reconheceu por unanimidade a repercussão geral da matéria, entendendo, assim, que caberia a ele julgar o mérito da questão. A notícia de que o caso seria julgado pelo STF fez as ações da Gradiente (papéis IGBR3) subirem.

#### Decisão do STF
O julgamento está suspenso, por ora, após um pedido de vista do processo por parte do Alexandre de Moraes.
| Ministro               | Voto a Favor da Gradiente                                                                   | Voto a Favor da Apple                                                                       | Informações/Observações sobre o voto | Ref    |
| ---------------------- | ------------------------------------------------------------------------------------------- | ------------------------------------------------------------------------------------------- | --- | ------ |
| Dias Toffoli (relator) | Sim                                                                                         | Não                                                                                         | - Votou pela reforma do acórdão do TRF-2 e propôs a tese de que o depósito de pedido de registro de marca não é afetado pelo uso posterior de um mesmo sinal distintivo por terceiros. Ele ressaltou ainda que a Apple poderia ter pedido administrativamente a anulação do registro da Gradiente em até 180 dias a partir da certificação, mas isso não ocorreu. - Em resumo, ele entendeu que o caso deve ser decidido a favor da Gradiente em razão da ordem cronológica dos fatos, e afirmou que o registro do INPI garante o direito da marca no Brasil. | [ 29 ] |
| Luiz Fux               | Não                                                                                         | Sim                                                                                         | - Defendeu o "uso de razoabilidade" para não "comprometer o próprio interesse social do instituto da propriedade intelectual" e não premiar quem "se manteve inerte por estar protegido pela morosidade no processo de análise da autarquia". Para defender sua tese, utilizou-se de 3 argumentos: - Argumento 1 - apesar de a Gradiente ter conquistado o registro no INPI, "não se trata de um direito absoluto" - Argumento 2 - "inobservância das alterações no mercado durante o processo de registro da marca Gradiente Iphone". Isto é, enquanto o INPI analisava o caso ao longo de sete anos, a Apple popularizou o uso do nome para si. - Argumento 3 - atuação do uso "semântico" do nome "iPhone" pela Apple. Ele entendeu que dar o direito da marca à Gradiente puniria a empresa norte-americana e desestimularia a economia por trazer insegurança jurídica. | [ 30 ] |
| Luís Roberto Barroso   | Não                                                                                         | Sim                                                                                         | - Entendeu que a Gradiente deve usar a marca "G Gradiente Iphone", com "i" maiúsculo e inseparável do nome da empresa, enquanto a Apple o direito da palavra "iPhone" isolada com "i" minúsculo. Para o ministro, esse entendimento não afetaria o mercado das empresas e "não causa danos emergentes a nenhuma delas" - Com isso, ele votou por manter a decisão do TRF-2 que não admitiu o recurso extraordinário. Segundo ele, o caso trata de uma suposta violação a princípio constitucional de "caráter indireto". Para se admitir um RE, é necessária uma violação direta. As demais alegações, para o magistrado, eram genéricas. | [ 31 ] |
| Gilmar Mendes          | Sim                                                                                         | Não                                                                                         | Apesar de ter acompanhado Toffoli no voto a favor da Gradiente, não juntou seu voto com a fundamentação | [ 32 ] |
| Edson Fachin           | Declarou-se “suspeito” no caso, por motivo ainda desconhecido. Por isso, ele não vai votar. | Declarou-se “suspeito” no caso, por motivo ainda desconhecido. Por isso, ele não vai votar. | Declarou-se “suspeito” no caso, por motivo ainda desconhecido. Por isso, ele não vai votar. |        |
| Alexandre de Moraes    | Não                                                                                         | Sim                                                                                         | Considerou que a marca iPhone tornou-se notoriamente conhecida como um aparelho da Apple, pois o consumidor passou a vinculá-la diretamente ao telefone por esta produzido. Com isso, defendeu que "deferir a exclusividade marcária à IGB, permitindo o uso exclusivo do termo 'iPhone' por essa empresa, desconsiderando toda a significativa mudança ocorrida no mercado, seria vulnerar a proteção aos princípios da livre iniciativa e da livre concorrência." | [ 33 ] |
| André Mendonça         | Sim                                                                                         | Não                                                                                         | Apesar de ter acompanhado Toffoli no voto a favor da Gradiente, não juntou seu voto com a fundamentação. | [ 32 ] |
| Cristiano Zanin        | Não                                                                                         | Sim                                                                                         | Entendeu que "a recorrente jamais utilizou a marca, tampouco lançou produto com o nome “Gradiente Iphone”. Não fez, portanto, nenhum investimento financeiro ou tecnológico no desenvolvimento de produtos para uso da marca." | [ 32 ] |
| Cármen Lúcia           | Não                                                                                         | Sim                                                                                         | |        |
| TOTAL                  | 3                                                                                           | 5                                                                                           | |        |

## Artigos/Trabalhos Acadêmicos
- VALENTE, Guilherme Augusto. CASO APPLE X GRADIENTE: O conceito de propriedade no Direito Marcário, UFJF, 2014. Trabalho de Conclusão de Curso. Universidade Federal de Juíz de Fora
- SADER, José Roberto Martinez et al. Os limites do direito de uso exclusivo da marca previsto no art. 129 da Lei 9279.1996: análise do caso Apple x Gradiente. 2020.
- CARLOS, Bárbara do Nascimento. A flexibilização do direito de uso exclusivo da marca (art. 129 da lei 9.279/1996): uma análise do caso Apple X Gradiente. 2020. Trabalho de Conclusão de Curso. Universidade Federal do Rio Grande do Norte.